# سیارک ۲۱۶۷۷
سیارک ۲۱۶۷۷ (به انگلیسی: 21677 Tylerlyon، نامگذاری:1999RO23) بیست و یک هزار و ششصد و هفتاد و هفتمین سیارک کشف شده‌است که در ۷ سپتامبر ۱۹۹۹ کشف شد.
قدر مطلق سیارک برابر ۱۱.۷ است.